# Noori
Noori és un grup de rock molt popular al Pakistan, d'on és originari. Consta de dos membres estables, Ali Noor, guitarra i veu i Ali Hamza al baix.

## Membres
- Ali Noor és un advocat i està casat amb Mandana Zaidi, qui fou la directora dels dos vídeos del grup. Va començar actuant amb un grup anomenat Coven que cantava en anglès. va deixar-lo i va cantar una cançó en solitari, Manwa Re. Després va fundar el grup Noori on va començar a cantar en urdú.

- Ali Hamza és el germà petit d'Ali Noor.

- El 2005 Muhammad Ali Jafri (baix i veus) era membre de Noori, però va deixar el grup per qüestions de negocis. El 2006, Gumby (bateria) també va deixar el grup

## Discografia
- Suno Ke Main Hun Jawan (2003)
- Peeli Patti Aur Raja Jani Ki Gol Dunya (2005)
- Begum Gul Bakaoli Sarfarosh (2015)